# Rue de Malte
La rue de Malte est une voie du 11e arrondissement de Paris, en France.

## Situation et accès

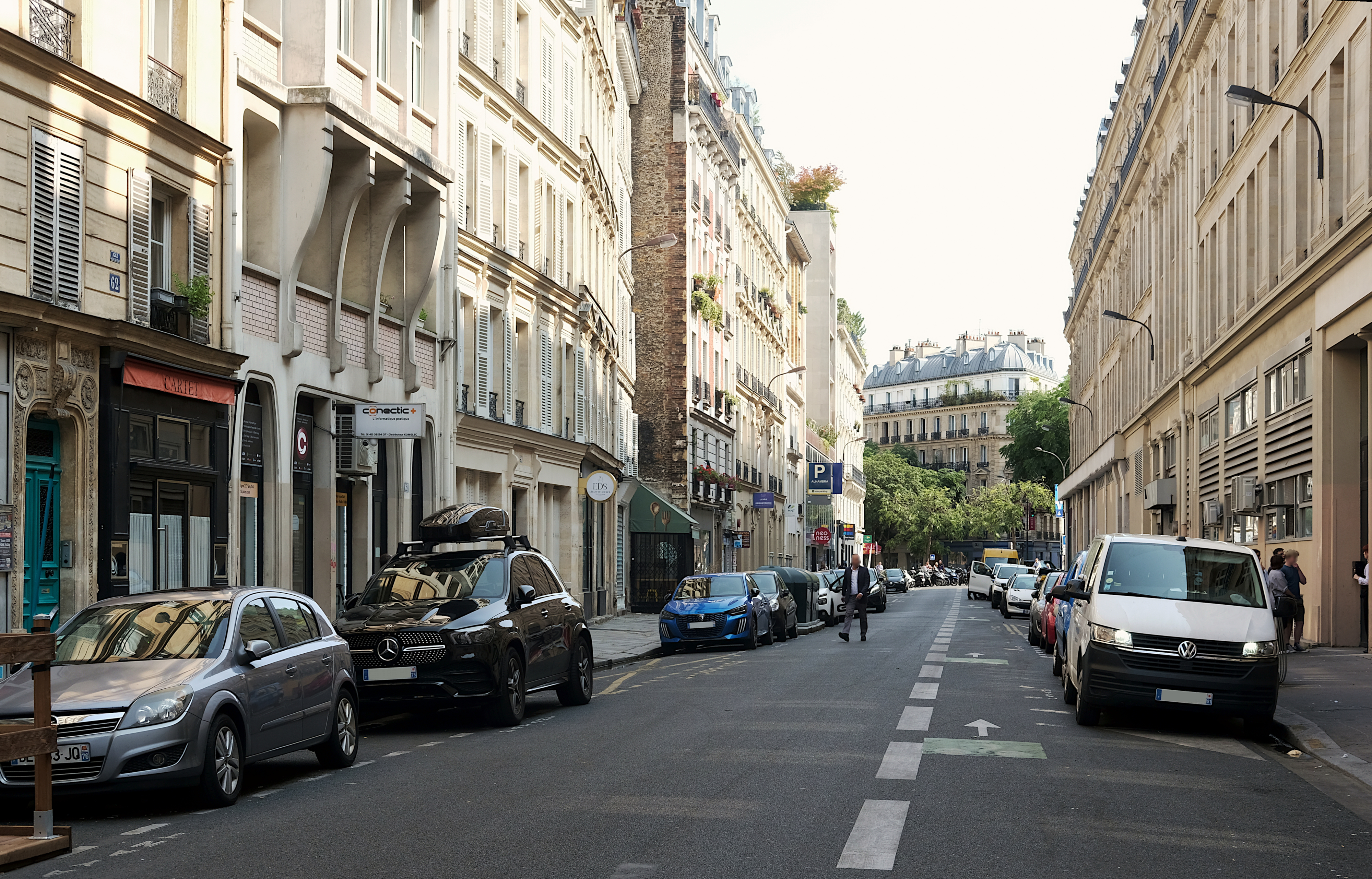
La rue en 2024.

La rue de Malte est une voie publique située dans le 11e arrondissement de Paris. Elle débute au no 21, rue Oberkampf et se termine au no 14, rue du Faubourg-du-Temple.

## Origine du nom
Le comte d'Artois était prieur du Temple de l'ordre de Saint-Jean de Jérusalem lorsque cette voie fut ouverte sur les dépendances du grand prieuré en 1780.

## Historique

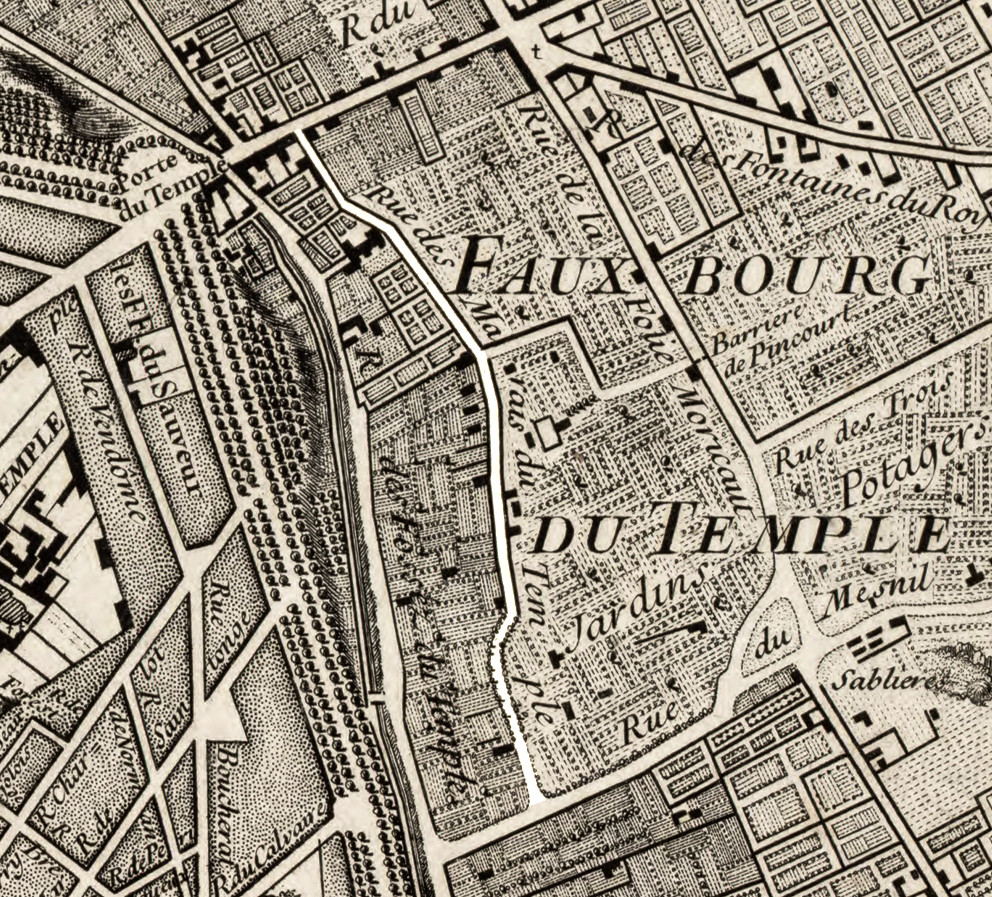
La rue des Marais du Temple - future rue de Malte - (au milieu de l'image) sur le plan de Roussel de 1730.

Au début du XVIIIe siècle, il existait à cet emplacement un « chemin dit des Marais » car il traversait les marais du Temple. Il est également appelé rue Merderet du fait qu'on y déposait des immondices.
En 1781, le roi autorise par lettres patentes l'ouverture de plusieurs voies sur des terrains appartenant au prieuré hospitalier du Temple dans une opération de lotissement pour former la Nouvelle Ville d'Angoulême. La rue de Malte est ouverte entre la rue de Ménilmontant et la rue de la tour également ouverte dans ce lotissement, renommée rue Rampon en 1854). La voie entre la rue du Faubourg-du-Temple et la rue de la tour, qui figurait comme voie nouvelle dans le prolongement de la rue de Malte sur les plans du lotissement est laissée dans son état de voie étroite et sinueuse après révision à la baisse en 1783 du projet d'urbanisation du quartier. Cette voie prend  le nom de « rue du Haut-Moulin-du-Temple » (à ne pas confondre avec la rue du Haut-Moulin-en-la-Cité).
En 1851, la rue du Haut-Moulin-du-Temple est réunie à la rue de Malte.
Cette partie de la rue est élargie et son tracé rectifié au cours des années 1860 lors de la création de la place de la République et du bâtiment des magasins réunis (actuel hôtel et centre commercial). L'orientation en biais  par rapport à l'alignement actuel de l'immeuble du no 54 construit avant les opérations d'urbanisme haussmmannien est un témoignage de l'ancien tracé de la rue.
Le 30 mars 1918, durant la première Guerre mondiale, un obus lancé par la Grosse Bertha explose au no 15 rue de Malte.

## Bâtiments remarquables et lieux de mémoire
- No 11 : l'Alhambra Gymnase où eurent lieu des matchs de boxe dans les années trente.
- No 13 : ici vécut dès 1855 et mourut en 1869 le sculpteur Jean-Baptiste Révillon, père d'Ernest Auguste Révillon (1854-1937) et frère d'Aimé-Jean Révillon (né en 1823), également sculpteurs[5].
- No 50 : le Cirque impérial de la rue de Malte devient « Opéra-Populaire », théâtre lyrique populaire ou théâtre du Château-d'eau[note 1], détruit et reconstruit sous le nom d’Alhambra[6]. Ce music-hall disparaît lui-même en 1967.
- No 52 : en 1945, la créatrice de mode Céline Vipiana y ouvre sa première boutique ; il s'agit alors d'un bottier pour enfants[7].
- No 56 : immeuble non aligné.

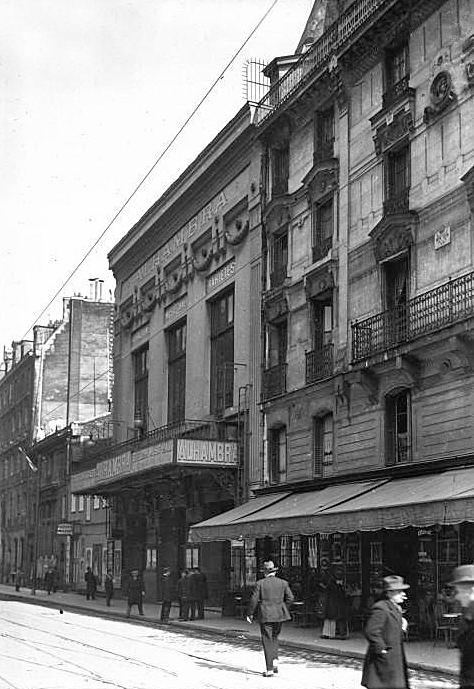
No 50 : l'Alhambra vers 1925.
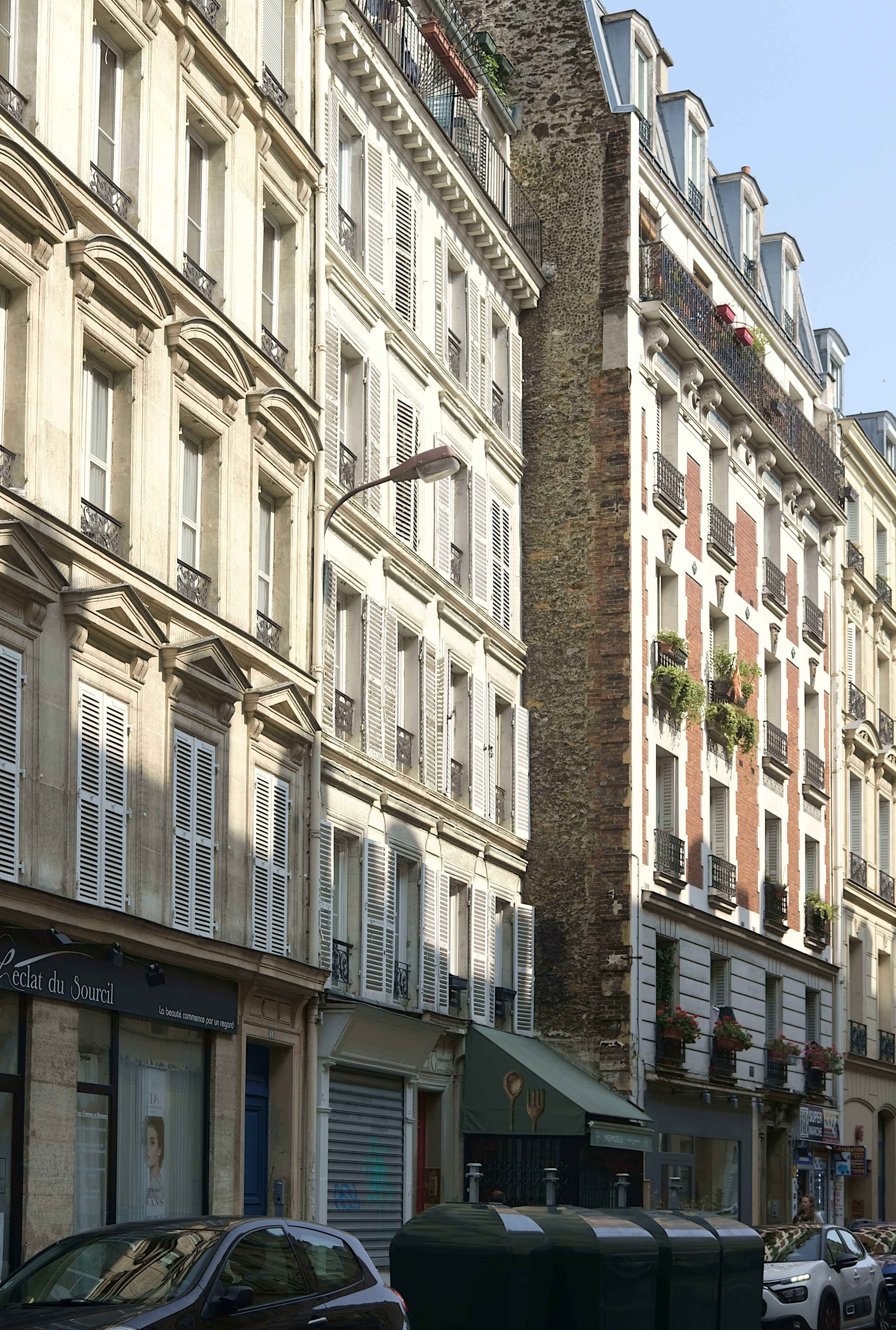
No 56
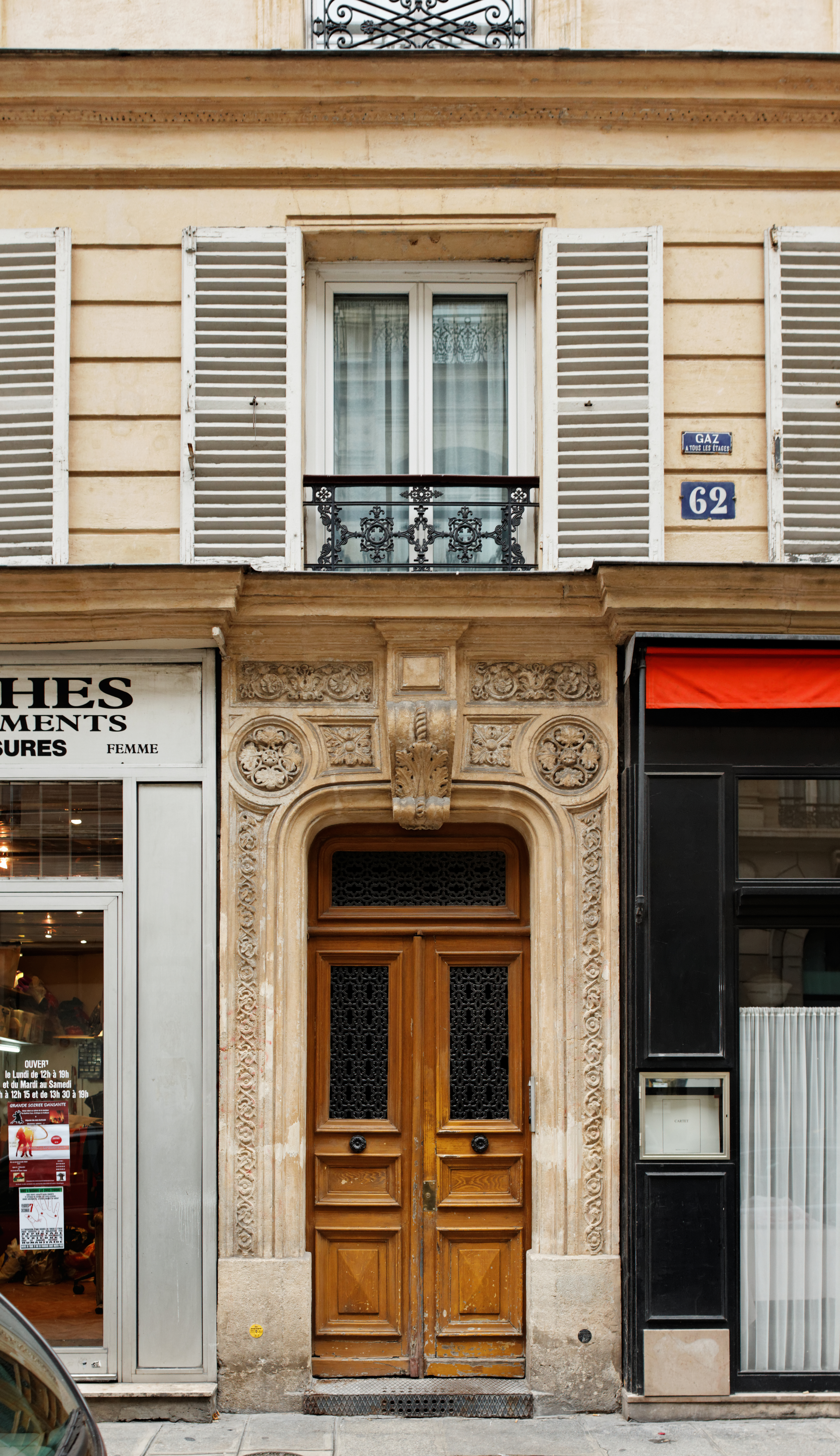
No 62